# True Trans
True Trans — акустический мини-альбом американской панк-рок группы Against Me!. Сингл вышел в цифровом виде 12 июля 2013 года. Группа записала его на своей звукозаписывающей студии Total Treble Music. Две песни сингла были доступны через ссылку на скачивание по электронной почте для тех, кто купил билеты на тур Лоры Джейн Грейс по восточному побережью США в августе 2013 года.
В течение ограниченного времени, начиная с 15 июля 2013 года, сингл был доступен бесплатно на сайте Against Me!.

## Предпосылки
Сингл содержит акустические версии двух песен из шестого студийного альбома группы, Transgender Dysphoria Blues, который был выпущен в начале 2014 года. Песня «True Trans Soul Rebel» звучит на живых концертах с 30 мая 2012 года.
На обложке альбома изображен Буффало Билл, серийный убийца мужского пола, из фильма 1991 года «Молчание ягнят», которого часто ошибочно называют трансгендером.

## Трек-лист
Все тексты написаны Лорой Джейн Грейс, вся музыка написана Against Me!.
| №  | Название                                      | Длительность |
| -- | --------------------------------------------- | ------------ |
| 1. | «FUCKMYLIFE666» (акустическая версия)         | 2:53         |
| 2. | «True Trans Soul Rebel» (акустическая версия) | 3:15         |

## Участники записи
Музыканты
- Лора Джейн Грейс — гитара, вокал

Производство
- Steak Mtn. — арт-директор, дизайн, типография и иллюстрации